# Santería

Một tín đồ Santería ngay tại thủ đô La Habana

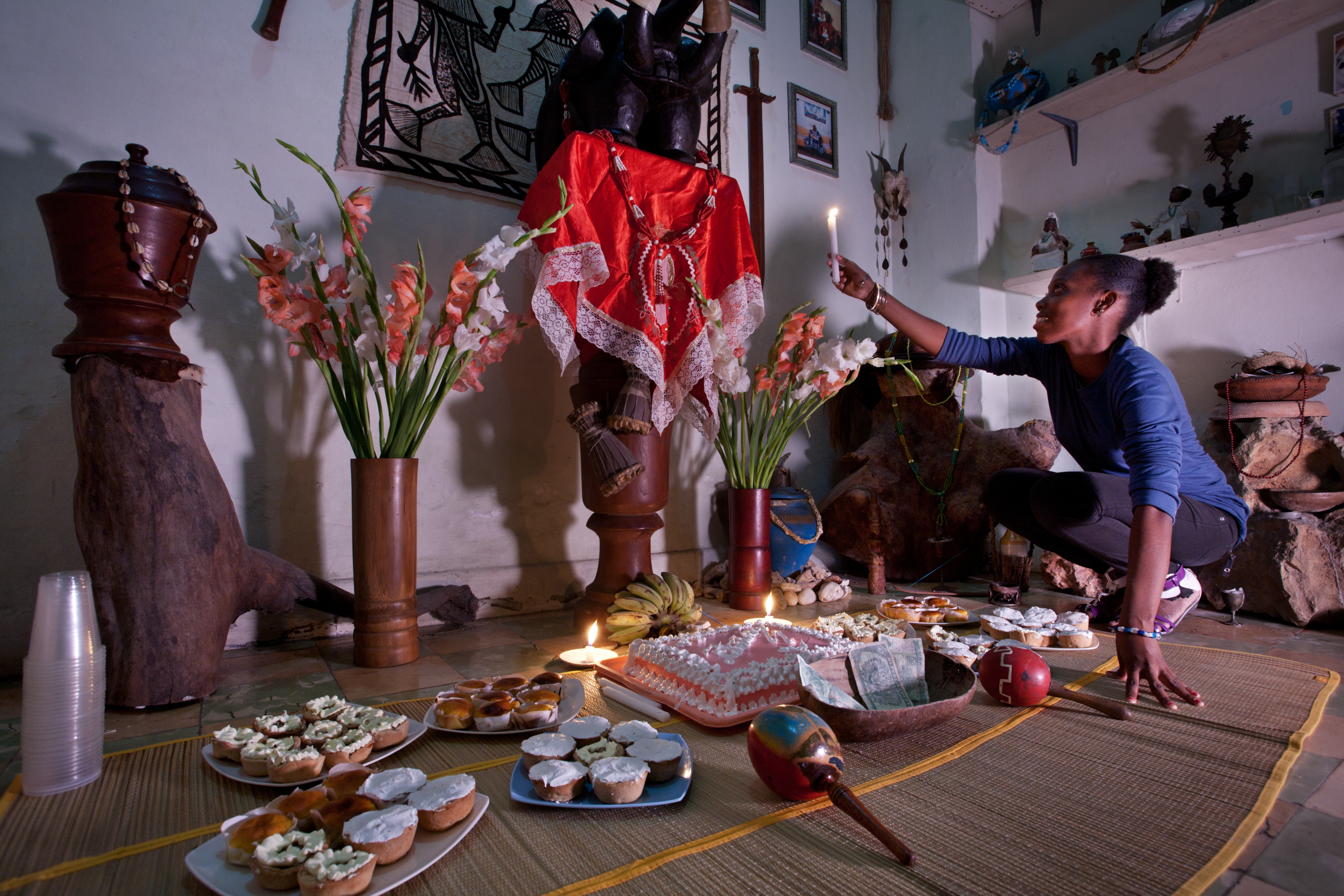
Một nghi lễ cúng tế diễn ra trong nhà kín

Santería (còn được gọi là Regla de Ocha hay Regla Lucumí, hoặc Lucumí) là một tôn giáo và tín ngưỡng ở Cuba có nguồn gốc từ những người châu Phi hải ngoại vào cuối thế kỷ XIX. Tín ngưỡng Santería phát sinh thông qua một quá trình hỗn dung tôn giáo (dung hợp) giữa tôn giáo Yoruba truyền thống của Tây Phi với hình thức Cơ đốc giáo của Công giáo và Thông linh luận. Thuật ngữ  Santería  được dịch sang tiếng Anh là "con đường của các vị thánh" (San - tería). Thuật ngữ này lần đầu tiên được các nhà bình luận học thuật sử dụng vào những năm 1930 và sau đó được lan truyền trong chính những người thực hành tôn giáo. Santería là một tôn giáo Phi châu-Tây Ấn (Afro-Caribbean), và cụ thể hơn là một tôn giáo Cuba có nguồn gốc châu Phi (Cuba da đen). Ở Cuba, đôi khi được xem không chính thức như là "quốc giáo". Nguồn gốc của Santería bắt nguồn từ các tôn giáo truyền thống của những người nô lệ Tây Phi, phần lớn là người Yoruba, họ bị mang đến Cuba từ thế kỷ XVI đến thế kỷ XIX. Ở Cuba, những tôn giáo này trộn lẫn với Công giáo La Mã được Thực dân Tây Ban Nha du nhập. Các vị thánh Công giáo La Mã được kết hợp với các vị thần Tây Phi trong khi những người châu Phi làm nô lệ chấp nhận các nghi lễ Công giáo La Mã và những phép bí tích.

## Lịch sử
Santería đã phát triển giữa các cộng đồng người Cuba gốc Phi sau hoạt động buôn bán nô lệ ở Đại Tây Dương từ thế kỷ XVI đến thế kỷ XIX. Nó hình thành thông qua sự pha trộn của các tôn giáo truyền thống do những người Tây Phi bị bắt làm nô lệ, phần lớn trong số họ là người Yoruba, và Công giáo La Mã, tôn giáo duy nhất được chính quyền thực dân Tây Ban Nha cho phép trên đảo một cách hợp pháp. Sau Chiến tranh giành độc lập Cuba dẫn đến một nước cộng hòa độc lập vào năm 1898, hiến pháp mới của nước này tôn trọng quyền tự do tôn giáo. Tuy nhiên, Santería vẫn bị gạt ra ngoài lề vì Công giáo La Mã ở Cuba vốn thường coi nó là Brujería (phù thủy). Vào những năm 1960, làn sóng di cư ngày càng tăng sau Cách mạng Cuba đã lan rộng Santería ra nước ngoài. Cuối thế kỷ XX chứng kiến mối liên hệ gắn kết ngày càng tăng giữa Santería và các truyền thống liên quan ở Tây Phi và Châu Mỹ, chẳng hạn như Haiti Vodou và tín ngưỡng Candomblé của Brazil. Kể từ cuối thế kỷ XX, một số tín đồ đã nhấn mạnh quá trình "Yoruba hóa" để loại bỏ ảnh hưởng của Công giáo La Mã và tạo ra các hình thức Santería gần với tôn giáo Yoruba truyền thống hơn.
Santeria được sinh ra vì sự cần thiết vì khi các cá nhân theo truyền thống Yoruba được đưa đến Cuba làm nô lệ từ các vùng đất ngày nay là Nigeria và Benin, họ nhận thấy cần phải bảo tồn, duy trì tôn giáo và tín ngưỡng của mình bằng mọi giá. Những người Châu Phi sống trên đảo, buộc phải từ bỏ niềm tin cổ xưa của họ, cầu nguyện trong bí mật, đặt các Orishas của họ dưới hình hài của các vị thánh Công giáo, để bảo tồn thứ duy nhất họ có thể mang theo từ đất nước của họ, đó là đức tin của họ. Khi những người châu Phi đến Cuba, họ mang theo tôn giáo của riêng mình là tôn giáo của Orishas còn gọi là các vị thần thánh. Người Tây Ban Nha đã cố gắng áp đặt tôn giáo Công giáo, cũng là của các vị thánh, vì vậy, để duy trì tôn giáo của họ, họ đã thực hiện một việc dung hòa tín ngưỡng, ở đó họ pha trộn, đồng nhất các vị thánh Tây Ban Nha với các vị thánh châu Phi, do đó, tín ngưỡng Công giáo và tín ngưỡng Yoruba buộc phải cùng tồn tại, làm nảy sinh một tín ngưỡng mới đặc trưng của các hòn đảo Caribe này.

## Đặc điểm

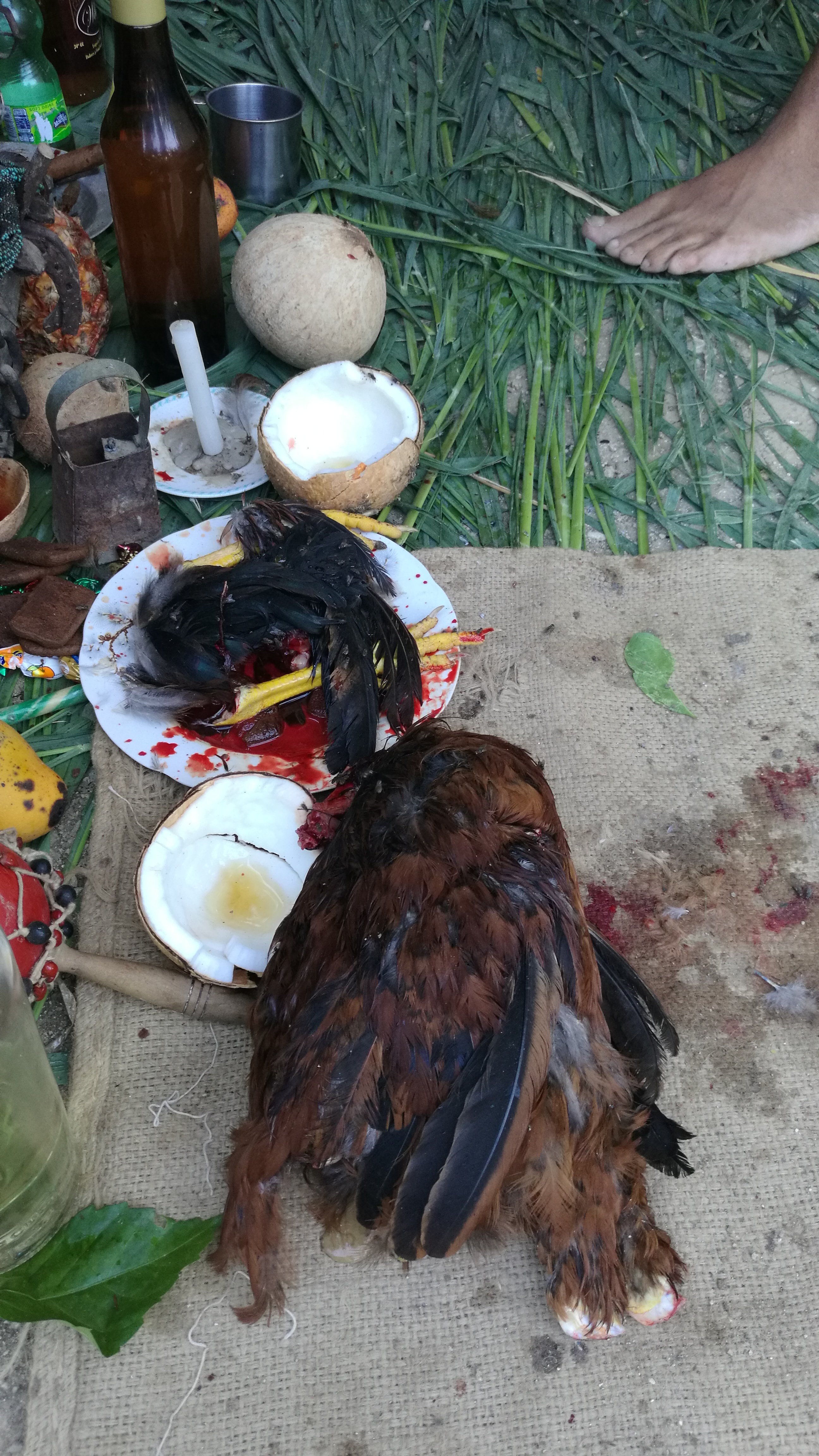
Một con gà cúng ở La Habana

Santeria là một hệ thống khá phức tạp, bởi vì nó pha trộn các ororas Yoruba, hoặc các thần thánh, với các vị thánh Công giáo. Ở một số khu vực, nô lệ châu Phi học được rằng tôn vinh tổ tiên của họ là an toàn hơn nhiều nếu chủ nhân Công giáo của họ tin rằng họ đang tôn thờ các vị thánh thay vào đó nên truyền thống chồng chéo lên nhau. Các Orisha được các linh mục kêu gọi bằng nhiều phương pháp khác nhau, bao gồm cả những giai điệu, tiết tấu, bói toán, nghi lễ và thậm chí là hiến tế. Ở một mức độ nào đó, Santeria bao gồm thực hành phép thuật, mặc dù hệ thống phép thuật này dựa trên sự tương tác và hiểu biết về các Orisha. Trong nhiều năm, Santeria được giữ bí mật, và giới hạn ở những người gốc châu Phi. Không có nhà thờ hoặc đền thờ chính thức trong tôn giáo. Do đó, các nghi lễ và nghi lễ thường được thực hiện tại nhà hoặc nơi công cộng và bởi vì niềm tin này là không theo kinh điển, nên tất cả đức tin đều được truyền miệng, vì vậy các nghi lễ và nghi thức rất quan trọng.
Tôn giáo Santería là kiểu tôn giáo, tín ngưỡng riêng lẽ, không tập trung thành một Giáo hội cụ thể, đồng thời có nhiều sự đa dạng tồn tại giữa những người thực hành được gọi là Creyentes ("tín đồ"). Santería là tông giáo đa thần giáo và xoay quanh các vị thần được gọi là Oricha, những tên gọi các vị thần thường biểu thị thuộc tính của họ từ các vị thần Yoruba truyền thống, họ được đánh đồng với các vị thánh Công giáo La Mã. Mỗi người được cho là có mối liên hệ cá nhân với một Oricha cụ thể, người có ảnh hưởng đến tính cách của họ. Nhiều câu chuyện thần thoại khác nhau được kể về những Oricha này, những người được coi là thuộc hạ của Olodumare, một vị thần sáng tạo siêu việt. Olodumare được cho là nguồn gốc cuối cùng của Aché, một thế lực siêu nhiên tràn ngập vũ trụ có thể được điều khiển thông qua các hành động nghi lễ.
Các học viên tôn kính Oricha tại các bàn thờ, trong nhà hoặc trong Casa (đền thờ), được dẫn dắt do một Santero (linh mục) hoặc Santera (nữ tư tế). Lễ vật dâng lê cho Oricha bao gồm trái cây, rượu, hoa và động vật hiến tế (thường là gà cúng). Một nghi lễ chủ đạo là Toque de santo, trong đó người tham gia nghi lễ sẽ đánh trống, ca hát và nhảy để mời gọi những Oricha nhập vào để giao tiếp. Một số hình thức bói toán cũng được sử dụng, bao gồm cả Ifá, để giải mã các thông điệp từ oricha. Lễ vật cũng được trao cho linh hồn của người chết, với một số tín đồ được xác định là đồng cốt. Các nghi lễ chữa bệnh và chuẩn bị các phương thuốc thảo mộc và bùa chú cũng đóng một vai trò nổi bật. Santería là một truyền thống linh hoạt và chiết trung (chọn lọc), với sự thay đổi đáng kể trong cách nó được thực hành. Santeria, trên thực tế, không phải là một bộ niềm tin, mà là một tôn giáo đồng bộ, có nghĩa là nó kết hợp các khía cạnh của nhiều tôn giáo và nền văn hóa khác nhau.

## Các vị thần
Trong lịch sử, Công giáo La Mã đã ngăn cản những người nô lệ Tây Phi thực hành đức tin của mình, bị coi là ngoại đạo, nhưng dù vậy những người nô lệ nhận ra những điểm tương đồng giữa các vị thánh và các vị thần cổ đại của họ, những người nô lệ đã tìm ra cách để giữ lại truyền thống này bằng cách chỉ đơn giản là thay đổi tên của các vị thần và thánh của họ thành tên của các vị thánh Công giáo và tiếp tục với tôn giáo cũ của họ, với niềm tin của họ vào Olodumare, đấng sáng tạo ra vũ trụ và các vị thần khác. Các vị thần nhỏ, các vị thánh hoặc như họ được biết đến trong số các Santeros, các Orishas có quyền điều hành tất cả các khía cạnh của tự nhiên và nỗ lực của con người, họ là sứ giả của vị thần chính của tôn giáo Lukumi và giống như các vị thánh của Công giáo. Các vị thần thánh này bao gồm:

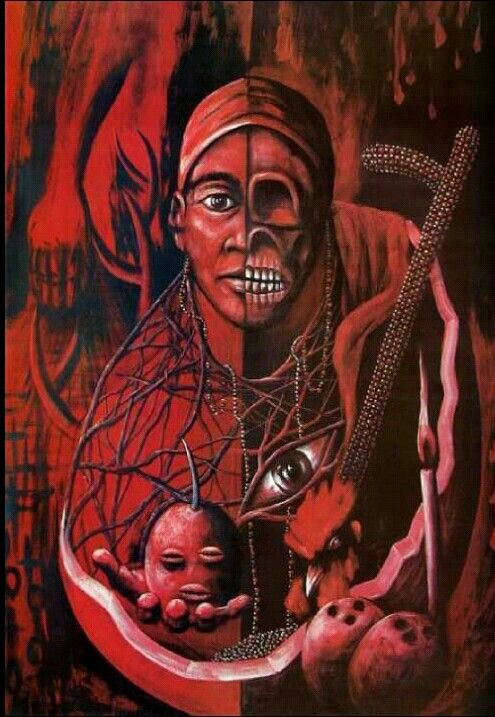
Elleggua

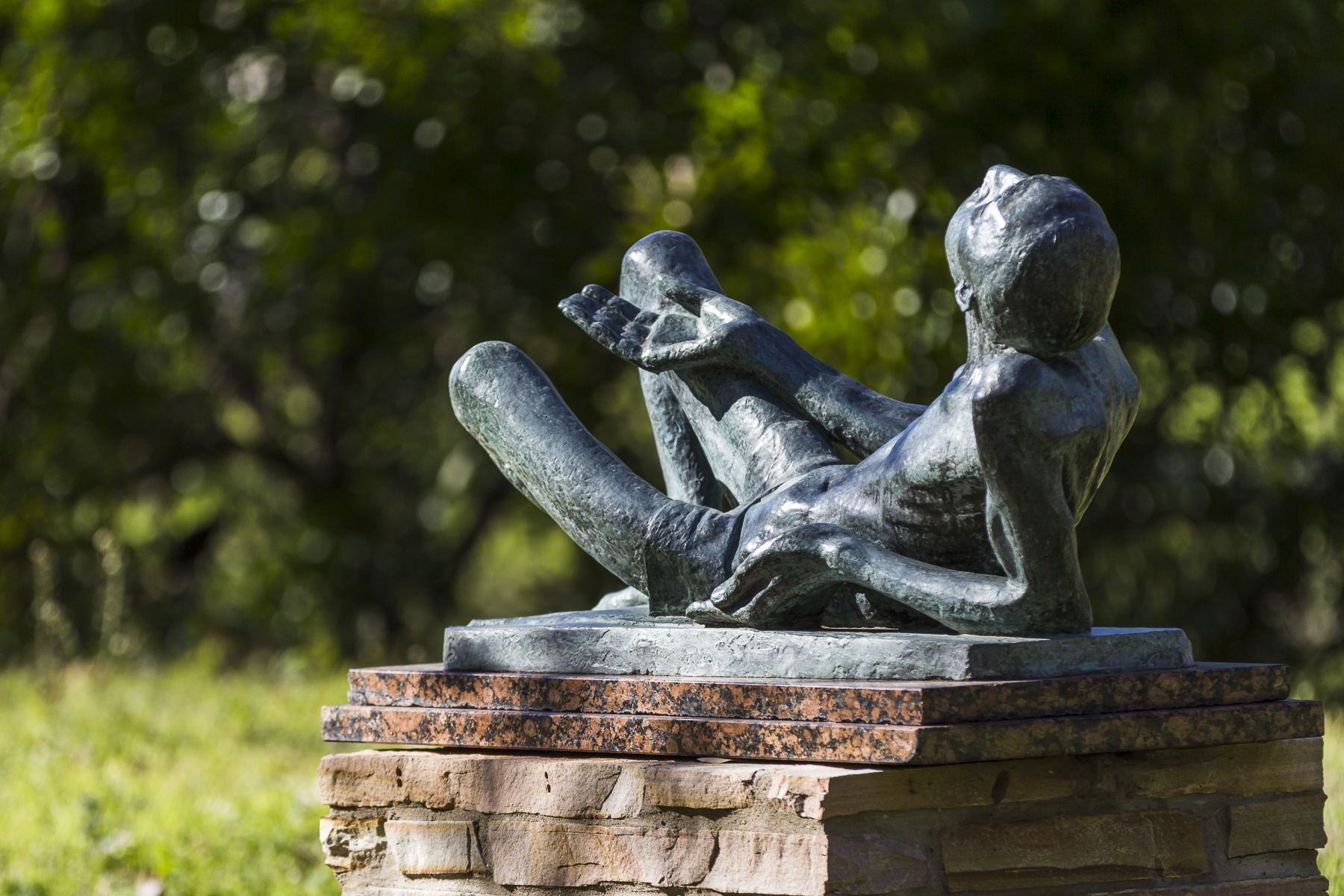
Thánh Lazarus được đánh đồng với thần Babalu Aye

- Elleggua hay Eleggua được tương đồng với Thánh Công giáo La Mã là Thánh Anthony (Saint Anthony of Padua). Elleggua là chúa tể của các ngã tư, phục vụ như là một liên lạc giữa con người và thiêng liêng, và có sức mạnh rất lớn thực sự. Người ta kể rằng khi Thánh Antôn giảng đạo trên sông, con cá nổi lên để không bỏ sót một chữ nào và sau khi nghe bài giảng của Thánh Antôn, những người không nói chuyện với nhau trong nhiều năm lại trở thành bạn bè và các thành viên trong gia đình ly tán. Eleggua được gọi là Legba trong tín ngưỡng Haiti và đôi khi là Eshu. Trong Công giáo, nó cũng được liên kết với Santo Niño de Atocha. Eleggua thường được mô tả như một cái đầu lớn bằng đất sét hoặc xi măng với vỏ bò làm mắt, mũi và miệng. Là người bảo trợ cho những cánh cửa, vị trí của Eleggua trong nhà là cửa để bảo vệ ngôi nhà khỏi mọi tiêu cực.
- Yemayá là Tinh thần mẹ, thường gắn liền với Đức Trinh Nữ Maria, được liên hệ với ma thuật mặt trăng và phù thủy. Yemayá vốn gốc là Nữ thần Mẫu Phi, một khía cạnh của Thiên Chúa Ba Ngôi, người cai quản đại dương, mặt trăng, phụ nữ và trẻ em, ngư dân và thủy thủ, phù thủy và bí mật. Tất cả sự sống đều đến từ biển Yemayá và bà là một người mẹ không bao giờ phản bội con mình. Bà được liên kết với Đức Trinh Nữ Maria theo hai khía cạnh của bà: Đức Mẹ cai trị và Đức Mẹ Maria, Ngôi sao của biển.
- Babalu Aye được gọi là Cha của thế giới, và có liên quan đến bệnh tật, dịch bệnh và bệnh dịch. Ông tương ứng với Thánh Lazarus. Kết nối với ma thuật chữa bệnh, Babalu Aye đôi khi được gọi là người bảo trợ cho những người bị bệnh đậu mùa, bệnh phong, và các bệnh truyền nhiễm khác.
- Chango là một vị thánh đại diện cho năng lượng và tính dục nam tính mạnh mẽ. Ông là một liên kết với ma thuật, và có thể được xướng danh để giải trừ các lời nguyền hoặc ếm bùa. Ông là hiện thân của Thánh Barbara trong Công giáo. Mối liên hệ trở nên rõ ràng khi Changó được mời đến khi một người tìm cách trả thù kẻ thù của họ và Thánh Bárbara là vị thánh bảo trợ cho cái chết oan trái, khi phải chịu cái chết dưới tay của cha mình khi phát hiện ra mình đã cải đạo sang Cơ đốc giáo.
- Oyá Yansá là một chiến binh, và là người bảo vệ người chết. Được đồng nhất với Thánh Theresa, Trinh nữ của Candelaria. Oyá như những cơn gió và bão, đến với những thay đổi bất ngờ trong cuộc sống của con người, canh giữ các cánh cổng của cánh đồng thánh. Những người sở hữu sấm sét orishas là Oyá Yansá và Changó. Yansá là người hung dữ nhất trong các Orichá nữ và sát cánh chiến đấu với Changó trong nhiều trận chiến, sử dụng hai thanh kiếm và sử dụng tia sét để tấn công kẻ thù của mình. Đội quân của Oya bao gồm các eguns, linh hồn của người chết, và sử dụng những cơn gió dữ dội để quét sạch mọi thứ trên đường đi.
- Obatala là Đức Mẹ của lòng thương xót Obatalá là một khía cạnh khác của Thiên Chúa Ba Ngôi. Giống như Yemayá, được liên kết với Đức Trinh Nữ Maria, lần này dưới sự cầu khẩn của Lòng Thương Xót hoặc Sự Bần Đạo. Là con đầu lòng của các vị thần, Obatala là người vương giả và khôn ngoan, giúp loại bỏ các năng lượng tiêu cực và giải quyết các vấn đề đạo đức. Obatala là thần hộ mệnh của các ông bố, lễ vật dâng lên Obatala phải là thức ăn trắng như gà trắng, gạo, sữa. Điều quan trọng là lễ vật phải được đặt ở gốc cây.
- Orula tương ứng với Thánh Francis thành Assisi. Còn được gọi là Orunmila, những người đàn ông và đàn bà được điểm đạo ở Regla de Ocha hoặc Santería không bao giờ có Orula ngồi trên đầu của họ như một thiên thần hộ mệnh. Ocha và Ifá là những truyền thống song song ở Cuba, một số nam giới được gọi trực tiếp đến Ifá thông qua bói toán và phụ nữ chỉ có thể nhận cofá hoặc ikofá từ Orula.
- Osain (tương tự với San Jose Saint Joseph): Khi những nô lệ châu Phi nhìn thấy những hình tượng trưng của Thánh Joseph, chồng của Mary, một người đàn ông lớn tuổi đang chống gậy, họ nhận ra vị thần tự nhiên của họ, Osain. Osain ở Santeria là chúa sơn lâm, tất cả các loài thực vật hoang dã đều thuộc lãnh địa của ông ta, là thần hộ mệnh của tất cả các thầy lang và thầy thuốc.
- Oshun hiện thân của Đức Mẹ Bác ái của El Cobre là vị thần như những quý cô xinh đẹp với vòng cổ và những bộ váy sặc sỡ, trong niềm tin của người Lukumi, các vị thánh của họ được thể hiện theo cách đó và Oshun, nữ thần vàng cũng được tìm thấy trong tôn giáo Công giáo dưới sự bảo trợ của Đức Trinh Nữ Maria, trong trường hợp này là Đức Mẹ Bác ái, vị thánh bảo trợ của Cuba. Là nữ thần tình yêu, Oshun cai quản khoái lạc và tình dục, hôn nhân và nghệ thuật, nhưng cô ấy cũng cai quản về kinh tế, nổi tiếng về sự hào phóng của mình nên được kết đôi với Đức Mẹ Từ thiện. Thường được miêu tả mặc trang phục bằng vàng hoặc màu vàng, tay ôm nhiều vòng vàng và mái tóc được búi bằng lược hình mai rùa.
- Oggun (dồng nhất với San Pedro) vì Oggun bảo vệ người lao động, đối tác thánh của ông trong Công giáo là Thánh Peter. Oggun là vị thần chiến tranh, hiếu chiến và hiếu thắng, nhưng ông cũng là một người thợ, người bảo trợ con người. Tương tự, Saint Peter, mặc dù không phải là một chiến binh, nhưng nổi tiếng là mạnh mẽ, cứng rắn.
- Ochosi (San Norberto Oshosi) sống trong rừng và là một thợ săn và ngư dân vĩ, là một chiến binh vĩ đại, một pháp sư và một nhà tiên tri, còn được gọi là Ochosi, Oshosi hoặc Oxossi, anh ta là thợ săn thần thánh và hiện thân của công lý giữa các Orishas trong tôn giáo Yoruba và cộng đồng người di cư ở Châu Mỹ. Ochosi thường được miêu tả là một người đàn ông lực lưỡng, mảnh mai, mặc quần áo lông thú, tay cầm cung dài, thường ở trong một chiếc bát gốm mở chứa đầy các dụng cụ kim loại, nhiều trong số đó là cung hoặc nỏ, gạc và chân hươu, cùng với 18 món đồ bói toán. Vòng cổ đính cườm được làm từ các hạt màu xanh lam, mật ong và san hô. Lễ vật cúng Ochosi trên bàn thờ bao gồm rượu hồi, nho và lê.
- Olokun hay Olóòkun, là một Orisha trong tôn giáo Yoruba, người được coi là phụ thân của Aje, orisha của sự giàu có lớn và từ dưới đáy đại dương. Olokun được tôn kính là người cai trị tất cả các vùng nước. Olokun là vị thần và nữ thần của vùng nước sâu của đại dương, người ban sự sống và được thể hiện như một hình tượng với đôi tay dang rộng và mỗi tay nắm trong tay đại diện của hai linh hồn sống bên trong. Câu khấn Olokun là: "Okpe egogo ede gbel Okpe emaba ede gbel Okpe ukuse ede gbel Ede gbel Ede gbel Ede Oba gbel Ede Osa gbe".